# Лортон (Вирџинија)
Лортон (енгл. Lorton) насељено је место без административног статуса у америчкој савезној држави Вирџинија.

## Демографија
По попису из 2010. године број становника је 18.610, што је 824 (4,6%) становника више него 2000. године.
| Група             | 2000.         | 2010.         |
| Белци             | 7.960 (44,8%) | 5.864 (31,5%) |
| Афроамериканци    | 6.165 (34,7%) | 5.571 (29,9%) |
| Азијати           | 1.357 (7,6%)  | 3.386 (18,2%) |
| Хиспаноамериканци | 1.732 (9,7%)  | 3.116 (16,7%) |
| Укупно            | 17.786        | 18.610        |